# Anthaxia knulli
Anthaxia knulli är en skalbaggsart som beskrevs av Jan Obenberger 1928. Anthaxia knulli ingår i släktet Anthaxia och familjen praktbaggar. Inga underarter finns listade i Catalogue of Life.